# Střítež nad Bečvou
Střítež nad Bečvou – gmina w Czechach, w powiecie Vsetín, w kraju zlińskim, nad rzeką Dolną Beczwą. Według danych z dnia 1 stycznia 2012 liczyła 848 mieszkańców.